# Beaujeu (Rhône)
Beaujeu település Franciaországban, Rhône megyében. Lakosainak száma 2103 fő (2022. január 1.). Beaujeu Quincié-en-Beaujolais, Saint-Didier-sur-Beaujeu, Les Ardillats, Lantignié, Marchampt és Deux-Grosnes községekkel határos.

## Népesség
A település népességének változása:
| Lakosok száma | 2039 | 2087 | 2156 | 2157 | 2155 | 2148 | 2144 | 2123 | 2103 |
|               | 2013 | 2015 | 2016 | 2017 | 2018 | 2019 | 2020 | 2021 | 2022 |